# Xyris paleacea
Xyris paleacea là một loài thực vật hạt kín trong họ Hoàng đầu. Loài này được Kral & Urquiola miêu tả khoa học đầu tiên năm 1987.